# Maja Jerlström
Maja Cecilia Jerlström, född 8 februari 1901 i Spånga, död 21 augusti 1990 i Hedemora, var en svensk skådespelerska.

## Biografi
Jerlström scendebuterade 1921 som Wilhelm i Mäster Olof vid Olof Hillbergs sällskap. Hon hade mestadels tillfälliga roller vid olika teatrar och såväl operett- som talroller samt medverkade i flera filmer.
Hon gifte sig 1924 med skriftställare Ernst C:son Bredberg (1897–1963)  och andra gången 1936 med Stig Persson (1908–1991). Makarna Persson är begravda på Hedemora kyrkogård.

## Filmografi
- 1923 –  Närkingarna
- 1924 – Löjen och tårar
- 1929 – Konstgjorda Svensson
- 1930 – Ulla, min Ulla
- 1930 – Kronans kavaljerer
- 1930 – Charlotte Löwensköld
- 1931 – Röda dagen
- 1931 – Skepp ohoj!
- 1932 – Landskamp
- 1934 – Sången om den eldröda blomman
- 1934 – Karl Fredrik regerar

## Teater

### Roller
| År   | Roll            | Produktion                                                               | Regi          | Teater            |
| ---- | --------------- | ------------------------------------------------------------------------ | ------------- | ----------------- |
| 1927 | Maja            | Vackra Ville Hans Brask                                                  | Gustaf Edgren | Lilla Folkteatern |
| 1928 | Elsa Pettersson | Hurra! En pojke! (Hurra, ein Junge) Franz Arnold och Ernst Bach          | Sigurd Wallén | Södra Teatern     |
| 1929 | Nellie          | Tolvskillingsoperan (Die Dreigroschenoper) Bertolt Brecht och Kurt Weill | Ernst Eklund  | Komediteatern     |